# Караидельский говор
Караидельский говор — один из говоров северо-западного или же южного диалекта башкирского языка.

## Ареал распространения
Караидельский говор распространен на территории Аскинского, Балтачевского, Караидельского и Мишкинского районов Республики Башкортостан. Носителями караидельского говора являются башкиры родов балыксы и унлар.

## История изучения и классификация
В 1920—1930-х годах началось планомерное исследование башкирского разговорного языка. В 1934 году экспедиция под руководством Г. Я. Давлетшина и в составе Т. Г. Баишева, З. Ш. Шакирова и У. Хусни обследовали около 30 башкирских сёл, в том числе Абдуллино, Бильгиш, Карткисяк, Карыш-Елга, Кашкино, Кубиязы, Муллакаево, Новые Багазы, Султанбеково, Туюшево, Упканкуль, Урмиязы и другие. Исследователи пришли к выводу что обследованные говоры «несомненно являются говорами башкирского языка». В 1930-е — 1950-е годы в башкирском языке выделялись три территориальных диалекта — восточный (северо-восточный, куваканский, северо-западный (западный) и южный (луговой, юрматынский), а также семь наречий (говоров), которые классифицировались по фонетическому признаку ([һ]—[ҫ], [ҫ], [һ], [ҙ], [с], [п]—[т]). Выделение трёх диалектов поддерживал один из основоположников башкирского языкознания — Н. К. Дмитриев.
В 1954 году состоялась ещё одна экспедиция под руководством Т. Г. Баишева в северо-западные районы Башкирской АССР. В итоговом отчёте исследователи пришли к выводу что западный диалект сохранил специфику башкирского языка, а «его словарный фонд и морфология свидетельствуют о том, что над ним превалирует и его подчиняет себе единый и общий башкирский язык». Учёные рекомендовали перевести обучение в школах исследуемых регионов на башкирский язык, которое было проигнорировано властями. Впоследствии материалы экспедиции были использованы в монографии Т. Г. Баишева «Башкирские диалекты в их отношении к литературному языку», где автор делит башкирский язык по фонетическим признакам на 7 наречий, а язык башкир, живущих в среднем течении реки Караидель (Уфы) и по реке Тюй, относит к наречиям [с] и [п] — [т]. Дж. Г. Киекбаев говор башкир унларцев и балыкчинцев на основании комплекса нескольких лингвистических признаков относит к южному диалекту башкирского языка и выделяет в качестве балыкчинского подговора переходного говора. Н. X. Ишбулатов, отмечал также большую близость балыкчинского подговора к литературному башкирскому языку и говорам северо-восточного региона Башкирской АССР.
Н. X. Максютова выделяла караидельский говор отдельным говором в составе южного диалекта башкирского языка. 1987 году вышел 3-й том словаря башкирских говоров, посвященный западном диалекту башкирского языка. Караидельский говор наиболее подробно был рассмотрен в монографии С. Ф. Миржановой «Северо-западный диалект башкирского языка».

## Лингвистическая характеристика

### Фонетика
Характерной особенностью караидельского говора является:
- сохранение диссимилятивных сочетаний -лт-, -мт-, -нт-, -ңт-, -рт-, -нк-, -нк-, -ңҡ-, -мк-, -мк- в разложимых основах, которое встречается также в среднем и дёмском говорах южного диалекта: диал. у[ңт]а — лит. у[ңд]а (справа), диал. тө[нк]ә — лит. төнгә (к ночи), диал. ко[мк]а — лит. ко[мғ]а (песку) и др.
- употребление звука [п] в начале слов вместо [б] литературного языка: диал. [п]иш — лит. [б]иш (пять), диал. [п]еси — лит. [б]есәй (кот) и др.
- соответствие звука [с] трем звукам литературного языка ([һ], [ҫ], [с]), в отдельных случаях звуку [ш], и общетюркскому [ч]: диал. [с]уғыш — лит. [һ]уғыш (война), диал. [с]әс — лит. [с]әс (волос), диал. а[с]ы — лит. ә[с]е (горький), диал. [с]ишмә — лит. [ш]ишмә (родник) и др.
- выпадение звука [һ] в заимствованиях, как и в дёмском говоре южного диалекта и во всех говорах северо-западного диалекта башкирского языка: диал. ауа — лит. [һ]ауа (воздух), диал. әммәсе — лит. [һ]әммәһе (все) и др.
- употребление фонемы [ҙ] вместо начального [д] литературного языка: диал. [ҙ]анныҡлы — лит. [д]анлыҡлы (славный), диал. [ҙ]арыу — лит. [д]арыу (лекарство) и др. Звук [ҙ] также встречается в аффиксах, союзах и частицах, используемых после гласных звуков, где соответствует звукам [л] и [н] литературного языка: диал. ҡала[ҙ]ан — лит. ҡала[н]ан (из города), диал. арба[ҙ]а — лит. арба[л]а (на телеге), диал. барса [ҙ]а — лит. барһа [л]а (если даже пойдёт) и др.
- употребление фонемы [ҙ] вместо [з] литературного языка, как и в кизильском говоре южного диалекта: диал. аб[ҙ]ый — лит. аб[з]ый (старший брат), диал. [ҙ]аман — лит. [з]аман (время, эпоха) и др.
- переход дифтонга [өй] в монофтонг [ү], как и в говорах восточного диалекта, а также в гласный [и][11]: диал. с[ү]ләү — лит. һ[өй]ләү (говорить), диал. [ү]рәнеү — лит. [өй]рәнеү (учиться), диал. т[и]мә — лит. т[өй]мә (пуговица) и др.
- лабиализация гласных [ы] и [эе]: диал. ш[оо]ма — лит. ш[ы]ма (гладкий), диал. с[ө]прәк — лит. с[эе]прәк (тряпка) и др.
- делабиализация губных гласных [о], [у], [ө], [ү] с переходом их в [ы], [е], [ә]: диал. б[ы]лмау — лит. б[у]лмау (не быть), диал. башҡ[ы]рт — лит. башҡ[о]рт (башкир), диал. б[е]т[е]ү — лит. б[ө]т[ө]ү (заканчиваться) и др. Иногда наблюдается обратный переход с огублением [ы], [е], [и] в гласную [о]: диал. [о]ңҡай — лит. [ы]ңғай (удобный), диал. м[ө]л[ө] — лит. м[е]л[е] (мальки) и др.

### Грамматика
Имена существительные, которые заканчиваются на гласные, принимают окончания на [ҙ] в исходном и местно-временном падежах: диал. арба[ҙ]а — лит. арба[л]а (в телеге), диал. арба[ҙ]ан — лит. арба[н]ан (от телеги).
В говоре наблюдается ряд отличий от литературного языка в употреблении падежных форм.
| Падеж            | Склонение местоимений «мин» и «ул» в караидельском говоре | Склонение местоимений «мин» и «ул» в караидельском говоре | Склонение местоимений «мин» и «ул» в литературном языке | Склонение местоимений «мин» и «ул» в литературном языке |
| ---------------- | --------------------------------------------------------- | --------------------------------------------------------- | ------------------------------------------------------- | ------------------------------------------------------- |
| Именительный     | мин (я)                                                   | ул (он)                                                   | мин (я)                                                 | ул (он)                                                 |
| Родительный      | минең/минен                                               | аның/анын                                                 | минең                                                   | аның                                                    |
| Дательный        | миненә/меңә/миәр                                          | аныңа/аңа/аңар                                            | миңә                                                    | уға                                                     |
| Винительный      | мине                                                      | аны                                                       | мине                                                    | уны                                                     |
| Местно-временной | минтә, миәртә                                             | анта/аңарта                                               | миндә                                                   | унда                                                    |
| Исходный         | минән/миңәртән                                            | аннан/аңартан                                             | минән                                                   | унан                                                    |

Вопросительные местоимения также обладают большим разнообразием. К примеру, форме нимә (что) литературного языка соответствуют формы ней, нимә, нейәмә, нейнәмә, нәстә, нейнәстә и другие, которые встречаются в говорах восточного диалекта башкирского языка.
Грамматический строй караидельского говора сохраняет ряд архаичных черт, которые отсутствуют в литературном языке, в то же время сближающих 
его с другими говорами южного и восточного диалектов башкирского языка, прежде всего, с дёмским и средним.

### Лексика
Согласно С. Ф. Миржановой, основу словарного запаса караидельского говора составляет общебашкирская лексика, которая бытуют во всех тематических классах. В говоре обнаруживается слой лексики, общей для него, дёмского, среднего и частично ик-сакмарского говоров южного диалекта башкирского языка. Также в словарном составе говора выделяется группа лексем, общих для него и говоров восточного диалекта, в первую очередь, айского. Кроме того в караидельском говоре есть региональная лексика, которая характерна для северо-западного диалекта башкирского языка.